# Malye Karmakuly
Malye Karmakuly (in lingua russa Малые Кармакулы) è una stazione polare russa situata nel golfo di Moller sull'isola Južnyj dell'arcipelago Novaja Zemlja. Amministrativamente fa parte del rajon Novaja Zemlja dell'oblast' di Arcangelo. È la più antica stazione polare operativa in Russia, nella quale vengono effettuate regolari osservazioni meteorologiche.

## Storia
L'insediamento di Malye Karmakuly fu creato nel 1877. L'anno successivo, una spedizione dell'idrografo E. A. Tjagin costruì qui una stazione di salvataggio e effettuò osservazioni idrometeorologiche. Dal 1 settembre 1882 al 3 settembre 1883, nell'ambito del programma del primo Anno polare internazionale, furono effettuate osservazioni continue di meteorologia e magnetismo terrestre. Nel luglio 1896 fu installata una stazione meteorologica.
Nel 2022, gli scienziati del centro federale di ricerca per lo studio integrato dell’Artico, insieme ai colleghi dell’Istituto geologico dell’Accademia russa delle scienze, hanno installato per la prima volta una stazione sismica fissa nella Novaja Zemlja.